# Pietat (Miquel Àngel)
La Pietat de Michelangelo Buonarroti és una escultura que es troba a la basílica de Sant Pere del Vaticà, que mostra el cos de Crist mort a la falda de Maria després de la crucifixió. El model en el posicionament dels cossos és el de la iconografia nòrdica, que Miquel Àngel assimila i elabora d'una manera personal. Porta a l'extrem l'ideal renaixentista d'harmonia, bellesa i restricció clàssica. L'estàtua està molt acabada en comparació amb altres obres de Michelangelo.

## Estil
L'estructura és estrictament piramidal, i el vèrtex coincideix amb el cap de Maria. L'estàtua s'eixampla progressivament cap a baix fins a la base, on cauen les vestimentes.
Les figures estan bastant desproporcionades, a causa de la dificultat de mostrar un home adult sostingut a la falda d'una dona. Si Crist estigués a escala humana, la Mare de Déu, dempeus, faria quasi cinc metres d'alçada. Això podria estar fet expressament; tanmateix, com ja s'ha dit, aquesta estàtua es mogué de la localització original, i no sabem en quina posició estava abans. Si havia d'estar situada en un lloc alt, Miquel Àngel podria haver-la deformat expressament, per compensar l'aberració de la vista humana. Tanmateix, gran part de la grandària de la Mare de Déu està amagada rere la roba, i les figures tenen un aspecte prou natural.
Les marques de la crucifixió estan limitades a marques de claus molt petites i un indici de la ferida al costat de Jesús. Les marques dels claus als peus no arriben fins al darrere del peu.

## Interpretacions
La Mare de Déu està representada com si fos molt jove, i sobre aquesta peculiaritat hi ha diferents interpretacions. L'una és que la seva joventut simbolitza la seva puresa incorruptible, com Michelangelo mateix va dir al seu biògraf i company escultor Ascanio Condivi:
| « | Que no saps que les dones castes romanen fresques molt més que aquelles que no ho són? I quant més en el cas de la Mare de Déu, que mai va experimentar el menor desig lasciu que pogués canviar-li el cos? | » |

Una altra explicació suggereix que el tractament de Michelangelo del tema estigué influït per la seva passió per la Divina Comèdia del Dant. La coneixia tan bé que quan anà a Bolonya va pagar per l'hospitalitat recitant-ne versos. En el Paradiso (cant xxxiii del poema), sant Bernat, en una pregària a Maria, diu: «Vergine madre, figlia del tuo figlio...» ('Mare de Déu, filla del teu fill...'). Això es diu perquè, sent Jesús una de les tres figures de la Trinitat, Maria seria sa filla, com tota la humanitat, però també n'és sa mare.
Una tercera interpretació és aquella suggerida per Ascanio Condivi poc després del passatge reproduït més amunt: simplement que «tal frescor i flor de la joventut, a part de ser mantinguts de manera natural, eren assistits pels actes de Déu».

## Precedents
Mentre que sí que hi havia un precedent per a les pintures de la Mare de Déu lamentant-se sobre el Crist mort en l'art florentí, sembla que el tema era innovador per a l'escultura italiana. Hi havia, tanmateix, una tradició de pietà esculpides en l'art del Nord, particularment a la França nadiua del cardenal. A més, l'església de San Domenico in Bolonya tenia una pietà esculpida alemanya. Això ha dut alguns a pensar que el donant (si no Michelangelo) tenia aquestes estàtues al cap quan l'obra fou encarregada.

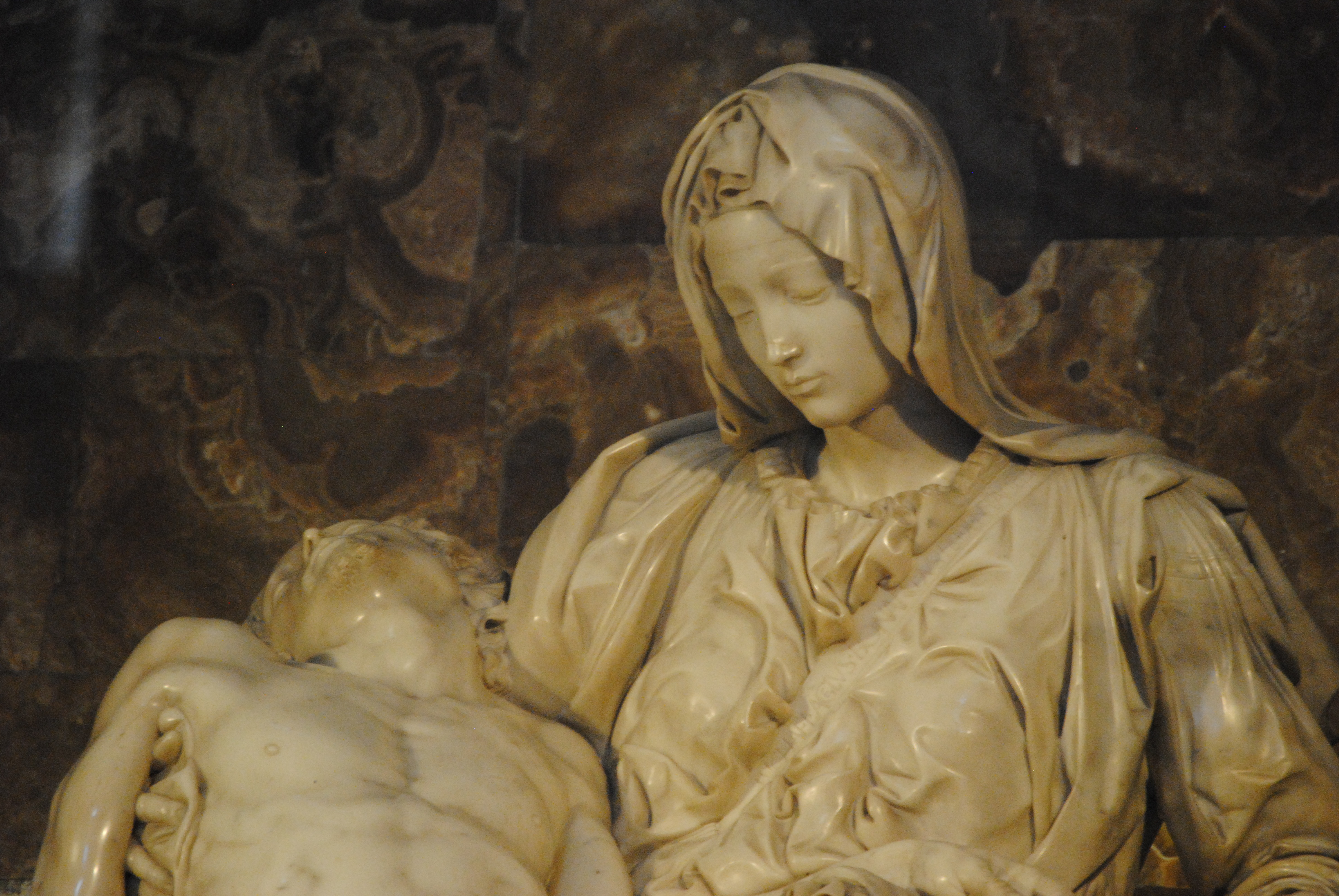
Pietà, detall.

## Història després de la finalització
La primera llar de la Pietà fou la capella de Santa Petronilla, un mausoleu romà proper al transsepte meridional del de Sant Pere, que el cardenal escollí com la seva capella funerària. La capella fou enderrocada més endavant per Bramante durant la seva reconstrucció de la basílica. Segons Giorgio Vasari, poc després de la instal·lació de la seva Pietà, Michelangelo sentí algú que deia que era l'obra de l'escultor inferior Cristoforo Solari (en). Enrabiat, Michelangelo va gravar «MICHELA(N)GELUS BONAROTUS FLORENTIN(US) FACIEBAT» ('Michelangelo Buonarroti, florentí, ho feu') al pit de Maria. Més tard, se'n va penedir del seu atac de supèrbia i jurà no signar mai més una obra de les seves mans.
En anys següents, la Pietà fou prou danyada. Quatre dits de la mà esquerra de la Mare de Déu van ser restaurats el 1736 per Giuseppe Lirioni i els estudiosos estan dividits pel que fa a si el restaurador es va prendre llibertats per donar-li una posició més «retòrica». Patí els danys més substancials el 21 de maig del 1972, dia de Pentecosta, quan un geòleg pertorbat mental, anomenat Laszlo Toth (en), va entrar a la capella i va atacar la Mare de Déu amb un martell mentre cridava «Jo soc Jesucrist!».
Després de l'atac, l'obra fou restaurada amb penes i treballs i fou retornada al seu lloc a la basílica de Sant Pere, just a la dreta de l'entrada, entre la porta Santa i l'altar de Sant Sebastià, i ara està protegida per un panell de vidre irrompible. La capella de la Pietà és el lloc on el papa es vesteix abans de les celebracions litúrgiques a la basílica.